# Víctor Hugo Morant
Víctor Hugo Morant Camacho (Arcabuco, Boyacá, 4 de junio de 1943) es un actor de cine, teatro y televisión colombiano. Es conocido por su interpretación en Don Chinche y Dejémonos de vainas. Estudió filosofía y letras en la Universidad Nacional de Colombia. También es director y pedagogo teatral.

## Filmografía

### Televisión
| Año       | Título                                 | Personaje                                            |
| --------- | -------------------------------------- | ---------------------------------------------------- |
| 1979      | Cordóva                                | Francisco de Paula Santander                         |
| 1980-1981 | Bolívar, el hombre de las dificultades | Francisco de Paula Santander                         |
| 1982-1989 | Don Chinche                            | Andrés Patricio Pardo de Brigard "el Doctor Pardito" |
| 1984-1986 | Dejémonos de vainas                    | Juan Ramón Vargas                                    |
| 1992      | En cuerpo ajeno                        | Dr. Carlos Belaunde                                  |
| 1993      | La fuerza del poder                    | Marcos Zubiella                                      |
| 1994      | La casa de las dos palmas              | Mariano Herreros                                     |
| 1996      | Cazados                                | Roberto                                              |
| 1997      | Perfume de agonía                      | Andrés                                               |
| 2002      | Pecados capitales                      |                                                      |
| 2004      | La saga, negocio de familia            |                                                      |
| 2007      | Mujeres asesinas                       |                                                      |
| 2008      | Verano en Venecia                      |                                                      |
| 2008      | La traición                            | Juez Mauricio Fernández                              |
| 2009      | ¿Quién amará a María?                  | Antoniel Durán                                       |
| 2010      | El clon                                | Dr. Rubén Molina                                     |
| 2010      | Los Victorinos                         | alias "El Fraile"                                    |
| 2011      | Correo de inocentes                    |                                                      |
| 2012      | El laberinto                           | Valenzuela                                           |
| 2012      | Pablo Escobar: el patrón del mal       | Julio César Turbay                                   |
| 2013      | Corazones blindados                    | Bruno                                                |
| 2013      | Mentiras perfectas                     | Benjamín Blanco                                      |
| 2014      | Contra el destino                      | Sarmiento                                            |
| 2015      | Tiro de gracia                         | General Bonilla                                      |
| 2015      | La esquina del diablo                  | Salazar                                              |
| 2015      | Laura, la santa colombiana             | Arzobispo de Medellín                                |
| 2016      | Cuando vivas conmigo                   | Capitán Óscar Silva                                  |
| 2016      | Sinú, río de pasiones                  | Abogado de Ortega                                    |
| 2017      | Polvo carnavalero                      | Julio Santamaría                                     |
| 2017      | Venganza                               | Ulises                                               |
| 2018      | La mama del 10                         | Vigilante                                            |
| 2019      | Historia de un crimen: Colmenares      | Jorge Moreno                                         |
| 2019      | Más Allá del Tiempo                    | Ramón Vásquez                                        |
| 2019      | Distrito salvaje                       | Ernesto                                              |
| 2019      | Bolívar                                | Pedro J. Figueroa                                    |
| 2020      | La Nocturna                            | Dr. Loaiza                                           |
| 2020      | El general Naranjo                     | Don Hernan                                           |
| 2020      | Verdad oculta                          | Procurador                                           |
| 2021      | Malayerba                              | Dr. Fernando Palacios                                |
| 2022      | Primate                                | Orlando                                              |
| 2022      | Hasta que la plata nos separe          | Dr. del Valle                                        |
| 2023      | Ana de nadie                           |                                                      |
| 2023      | Viejitos en fuga                       | Coronel Jaime Chaparro                               |
| 2024      | La primera vez                         | Antonio Ordoñez "Don Toño"                           |
| 2024      | Klass 95                               | Raúl Bueno Malo                                      |
| 2025      | El novicio rebelde                     | Padre Camilo                                         |

## Cine
| Año  | Título                               | Personaje        |
| ---- | ------------------------------------ | ---------------- |
| 1984 | Cóndores no entierran todos los días | Padre Amaya      |
| 1986 | Pisingaña                            |                  |
| 1987 | El niño y el papa                    | Fulgencio Alzate |
| 2000 | La toma de la embajada               | Ramiro Zambrano  |
| 2007 | Esto huele mal                       | Joaquín          |
| 2010 | García                               | Vicente          |
| 2012 | Sanandresito                         | Peinado          |
| 2013 | Crónica del fin del mundo            | Pablo            |
| 2015 | Antes del fuego                      |                  |
| 2016 | Polvo carnavalero                    | Julio Santamaría |

## Premios y nominaciones

### Premios India Catalina
| Año  | Categoría                                    | Telenovela o serie         | Resultado |
| ---- | -------------------------------------------- | -------------------------- | --------- |
| 2016 | Mejor actor antagónico de telenovela o serie | Laura, la santa colombiana | Nominado  |
| 1985 | Mejor actor protagónico / Principal          | Dejémonos de vainas        | Ganador   |
| 1984 | Mejor actor de Coprotagónico                 | Don Chinche                | Ganador   |